# Single Ladies (chanson)
Cet article concerne la chanson de Remady. Pour la chanson de Beyoncé, voir Single Ladies (Put a Ring on It).
Pour les articles homonymes, voir Single Ladies (homonymie).
Singles par Remady
The Way We Are
(2011) Doing It Right
(2012)
Singles par Manu-L
The Way We Are
(2011) Doing It Right
(2012)
Single Ladies est une chanson du DJ suisse Remady, interprétée par le chanteur Manu-L. La chanson est sortie le 16 avril 2012 sous le label de musique électronique Happy Music. 2e single extrait de l'album studio The Original (2012), Single Ladies a été écrite par Thomas Troelsen, Remady, Ben Mühlethaler, Julimar Santos et produite par Remady : on retrouve également la collaboration du rappeur J-Son. Le single se classe numéro un dans le pays d'origine de Remady et Manu-L, en Suisse.

## Clip vidéo
Le clip vidéo est mis en ligne sur le site de partage YouTube le 23 mars 2012 sous le compte du label Happy Music, la vidéo dure 3 minutes et 46 secondes.

## Liste des pistes
Promo - Digital
1. Single Ladies (Single Edit) - 3:45

## Classement par pays
| Classement (2012)            | Meilleure position |
| ---------------------------- | ------------------ |
| Suisse (Schweizer Hitparade) | 1                  |
| France (Club 40)             | 24                 |

### Certifications
| Pays   | Organisme | Certification | Vente  |
| ------ | --------- | ------------- | ------ |
| Suisse | IFPI      | 2 × Platine   | 60 000 |